# Laruscade
Laruscade är en kommun i departementet Gironde i regionen Nouvelle-Aquitaine i sydvästra Frankrike. Kommunen ligger i kantonen Saint-Savin som tillhör arrondissementet Blaye. År 2022 hade Laruscade 2 808 invånare.

## Befolkningsutveckling
Antalet invånare i kommunen Laruscade
Referens:INSEE